# Королівство Лавлі
Офіційною територією Лавлі є квартира Денні Воллеса в Боу, Лондон, але мешканцям Лавлі (які приєднуються через веб-сайт мікронації або її розділ на веб-сайті BBC) пропонується оголосити кімнату або навіть весь свій будинок посольством країни, сфотографувавшись із прапором Лавлі у своєму помешканні.
Держава вдома
Лавлі з натяжкою можна взагалі нащвати державою оскільки територія держави озміщена на території іншої держави її наврядчи признають. Просто існує такий тренд - кожен хоче бути королем або політиком а не звичайним прибиральником чи працівником макдональдса.
Історія
Спочатку Денні намагався створити власну державу, «вторгнувшись» на острів Іл-Пай у Лондоні, використовуючи десантний апарат DUKW, за допомогою свого друга Джона Бонда, нинішнього міністра оборони Лавлі, який колись працював охоронцем у Tesco, що робило його найближчим до армії, яку мав Денні.
Однак, зі столичною поліцією зв'язалися деякі стурбовані місцеві жителі, і Воллес був змушений скасувати вторгнення.
Після розмови з кількома людьми, включаючи нібито лідерів Сіленду, письменника Ервіна Штрауса та Денніса Хоупа, який стверджує, що володіє Місяцем, Денні оголосив свою квартиру суверенною державою 1 січня 2005 року та почав заселяти мікродержаву.
Країна залишалася безіменною протягом кількох тижнів після того, як проголосила себе незалежною, і в Інтернеті було запропоновано тисячі пропозицій щодо назв. Денні обрав два своїх улюблених, «Дім» та «Лавлі», і дозволив своїм громадянам визначити переможця шляхом онлайн-голосування. Країна була офіційно названа 2 вересня 2005 року на запрошених зборах громадян, що відбулися на Лестер-сквер.
Лавлі продовжувала бути активною у вигаданому світі Мікрас, хоча через серйозне падіння активності вона відмовилася майже від усіх своїх претензій, залишивши лише три невеликі острови. Ці острови пізніше були анексовані іншою нацією Мікрас. Лавлі все ще виживала на кількох розрізнених форумах та чатах, проте ці онлайн-спільноти мали надзвичайно мало спільного з самим мікронаціоналізмом, і до вересня 2012 року залишився лише один великий форум.
Пізніше його було закрито десь між вереснем 2012 року та травнем 2013 року.
Валюта
Грошовою одиницею країни є взаємозалежна професійна одиниця (IOU). Ця валюта базується на фразі «час – це гроші»: боргові розписки можна обміняти на певну кількість часу одержувача, наприклад, платити громадянину за 5 хвилин миття посуду. Наразі кожен учасник офіційної дошки оголошень мікронації отримує одну десяту боргової розписки за кожен опублікований допис. Спосіб використання цих накопичених боргових розписок поки що не оголошено.